# Яамаоя
Яамаоя, также Ми́йксеоя (в верховье Ме́экси; эст. Jaama oja, Miikse oja, Meeksi oja) — небольшая река (ручей) в Печорском районе Псковской области и уезде Вырумаа в Эстонии. Один из правых притоков Пижмы (бассейн Псковского озера). Длина реки составляет 13,9 км, с притоками — 14,5 км.
Питание снеговое, дождевое, подземное. Вытекает из озера Тсерепи, расположенного в верховой болотной системе возле деревни Цереби (рус. Черепы) в Эстонии, под названием Меэкси. Далее течёт на восток. На границе с Россией на реке образовано водохранилище Ванику (эст. Ванигыярв).
По выходе из водохранилища называется собственно Яамаоя и на протяжении 4,6 км служит естественной границей между Россией (на востоке) и Эстонией (на западе). До этого с XIII по XVII века речка служила естественной границей между различными русскими государствами и Ливонией, созданной в Прибалтике действиями германских феодалов.
Затем резко поворачивает на северо-восток к деревне Меэкси, откуда произошло и современное эстонское название реки. Впадает в Пижму на эстонской территории. В русле реки расположено несколько камней, издавна почитаемых сету как священные, имеющие терапевтические свойства. На эстонской территории на правом берегу реки находится полуразрушенный замок ливонской эпохи Нейгаузен (в 3 км к востоку от посёлка Вастселийна в уезде Вырумаа).